# Groovin’ Hard: Live at The Penthouse 1964–1968
Groovin’ Hard: Live at The Penthouse 1964–1968 ist ein Jazzalbum von The Three Sounds featuring Gene Harris, das von 1964 bis 1968 im Jazzclub The Penthouse in Seattle aufgenommen und 2016 bei Resonance Records veröffentlicht wurde, am 25. November 2016 als Vinyl-Release und am 13. Januar 2017 auf CD und digitalen Formaten.

## Hintergrund
The Three Sounds, angeführt von dem Pianisten Gene Harris, war von Mitte der 1950er bis in die 1960er Jahre eines der herausragenden Klaviertrios für den Soul-Jazz. In seiner Blütezeit war The Three Sounds zwischen 1958 und 1962 einer der meistverkauften Jazz-Acts der Welt mit einer Reihe von Hit Records auf Blue Note Records; Tatsächlich verkaufte während dieses Zeitraums kein anderer Blue Note Künstler so viele Platten wie The Three Sounds. Nachdem sie Blue Note verlassen hatten, machten die Three Sounds auch eine Reihe hochgelobter, meistverkaufter Alben für Verve, Mercury, Limelight und andere Labels. Die Verbindung von Resonance Records zu den Three Sounds reicht bis in die Kindheit des Label-Gründers George Klabin zurück. Klabin erzählt: „Mit 13 Jahren habe ich mich in den Modern Jazz verliebt. Eine der ersten Jazzgruppen, die ich entdeckte, waren die Three Sounds mit dem Pianisten Gene Harris. Ich kaufte viele ihrer Schallplatten und hörte sie mir immer wieder an, bis zu dem Punkt, an dem ich sie in meinem Kopf spielen konnte. Die Three Sounds waren meine Einführung in bluesigen, funky Style-Jazz, und ich habe sie sehr geschätzt und ihre Aufnahmen seitdem gesammelt.“
Daher ist es nicht verwunderlich, dass Resonances erste Veröffentlichungen in den 2000er-Jahren die Entdeckung und Veröffentlichung von Archivaufnahmen mit zwei Gene-Harris-Alben waren, Live in London (entstanden 2001) und Another Night in London (2006). Diese beiden Alben wurden veröffentlicht, nachdem Gene Harris’ Witwe Janie, die wusste, wie sehr George Klabin die Three Sounds liebte, Kopien der Kassetten an Klabin schickte. Kurz nach der Veröffentlichung von Live in London begannen die Produzenten Zev Feldman und George Klabin ernsthaft damit, die Suche nach bisher unveröffentlichtem Archivmaterial von Top-Jazz-Künstlern zu intensivieren und zu veröffentlichen. Im Verlauf dieses Projekts traf sich Klabin mit Jim Wilke, einer in Seattle ansässigen Jazz-Radio-Persönlichkeit, Musikproduzent und Toningenieur. Wilke hatte in den 1960er Jahren eine große Kassettenbibliothek von Top-Jazz-Künstlern bei Live-Auftritten im Penthouse angehäuft, aufgenommen während Live-Übertragungen seiner KING-FM-Radiosendung Jazz from The Penthouse. Fünfzig Jahre später ist Wilke immer noch im Bereich Jazzradio und Live-Aufnahmen vor Ort tätig. Er schätzt, dass er weit über tausend Aufnahmen in Clubs, Konzerten und Festivals aufgenommen und produziert hat. Als Klabin aufgrund seiner Affinität zu den Three Sounds von der Existenz dieser außergewöhnlichen Penthouse-Bibliothek erfuhr, wurde er sofort auf die verschiedenen Aufnahmen der von Wilke für die Nachwelt erhaltenen Gruppe aufmerksam. Klabin entschied, dass der erste Titel, den Resonance aus diesem Archiv herausbringen würde, dieses Album Groovin’Hard: Live at The Penthouse 1964-1968 sein würde.
Das von George Klabin ausgewählte Material auf diesem Album besteht aus Jazzstandards: („Bluesette“, „The Night Has Thousand Eyes“ und „Yours Is My Heart Alone“); gefühlvolle Interpretationen von Tageshits („The Shadow of Your Smile“, „Girl’s Talk“ und das Film-Thema „Caesar and Cleopatra“) sowie die Original-Kompositionen „Blue Gene“, „Rat Down Front“ und „The Boogaloo“. Das Repertoire wird um Ray Browns Jazzwalzer „A.M. Blues“ ergänzt. Vier der Titel aus dem Repertoire des Albums wurden auf keinem anderen Album der Three Sounds veröffentlicht: „The Shadow of Your Smile“, „Rat Down Front“, „Bluesette“ und „The Boogaloo“.
Groovin 'Hard besteht aus zehn Stücken, die aus Jim Wilkes wöchentlichen Sendungen ausgewählt wurden und drei Ausgaben des Trios (mit den Schlagzeugern Bill Dowdy, Kalil Madi und mit Carl Burnett, der später mit Art Pepper spielen würde) der Three Sounds in vier separaten Konzerten im Jahr 1964, 1966 und 1968 vor Schließung des Clubs. Ergänzt wird die Edition mit einem 28-seitigen Booklet mit Fotos sowie Essays von den Resonance-Produzenten Zev Feldman und George Klabin, Jim Wilke und des Jazz-Journalisten Ted Panken.

## Titelliste
- The Three Sounds Featuring Gene Harris: Groovin' Hard: Live at The Penthouse 1964-1968 (Resonance Records – HLP-9025,  HCD 2025[2])

1. Girl Talk (Neal Hefti) 6:23
2. The Night Has a Thousand Eyes (Buddy Bernier/Jerome Brainin) 5:49
3. Blue Genes (Harris) 3:10
4. The Shadow of Your Smile (Johnny Mandel/Paul Francis Webster) 6:55
5. Rat Down Front (Harris) 2:25
6. Yours Is My Heart Alone (Franz Lehár, Fritz Löhner-Beda) 7:50
7. A.M. Blues (Ray Brown, Seymour Lefco) 4:09
8. Bluesette  (Norman Gimbel/Toots Thielemans) 6:48
9. Caesar and Cleopatra (Film Theme) (Alex North) 4:57
10. The Boogaloo (Harris) 2:44

## Chronologie der Penthouse-Sessions
- Gene Harris, Andrew Simpkins, Bill Dowdy – 20. Februar 1964 (Blue Genes, Rat Down Front, Bluesette)
- Gene Harris, Andrew Simpkins, Kalil Madi – 23. Juni 1966 (The Night Has a Thousand Eyes, The Boogaloo)
- Gene Harris, Andrew Simpkins, Kalil Madi – 30. Juni 1966 (A.M. Blues)
- Gene Harris, Andrew Simpkins, Carl Burnett – 23. August 1968 (Girl Talk, The Shadow of Your Smile, Yours Is My Heart Alone)[3]

## Rezeption
Dan McClenaghan schrieb in All Bout Jazz, Groovin’ Hard lässe sich gut mit den besten aus der Diskographie von The Three Sounds vergleichen – „Konsistenz war bei Harris eine große Sache. Konsistenz und Freude an der Schöpfung. Er klingt wie ein geborener Entertainer, jemand, der lebte, um den Leuten das zu geben, was sie hören wollten.“ Harris hatte nach Ansicht des Autors ein Gespür dafür, ein tiefes Soul-Feeling in den musikalischen Verlauf zu bringen, mit einem überbordenden Vertrauen in seine Kunst. Der Mitschnitt sei „eine weitere schöne Entdeckung. Ein großes Lob an Resonance Records, um es ins Licht zu rücken.“ Ebenfalls in All About Jazz notierte C. Michael Bailey, „Harris besaß einen muskulösen, knallhartenen Pianostil, der die Blockakkord-Spielweise von Red Garland zu seinem logischen Ende brachte. Dieser Stil ist auf diesen Aufnahmen sehr deutlich. Mit seiner Beherrschung des Blues konnte Harris selbst die unwahrscheinlichsten Kompositionen mit der Stärke und Hartnäckigkeit dieses Genres durchdringen, ohne jemals etwas von den Original-Songs wegzunehmen. Groovin’ Hard wird mit einem soliden ‚Girl Talk‘ eröffnet, in dem Harris’ Kommando über das Trio-Format angezeigt wird. Dies wird durch präzise hergestellte perkussive Interpunktionen in der Bridge belegt, die an das Trio-Einfühlungsvermögen erinnern, das Bill Evans zu Beginn des Jahrzehnts erreichte.“ „The Night Has Thousand Eyes“ beginne mit einem beruhigenden Samba-Rhythmus, der nach dem Erscheinen einer Trommel von Kalil Madi endgültig in den Soul-Jazz übergeht. Bassist Andy Simpkins agiere „durchweg erstaunlich, egal wer Schlagzeug spielt. Aber hier ist Gene Harris das Zentrum des Universums ... passend.“

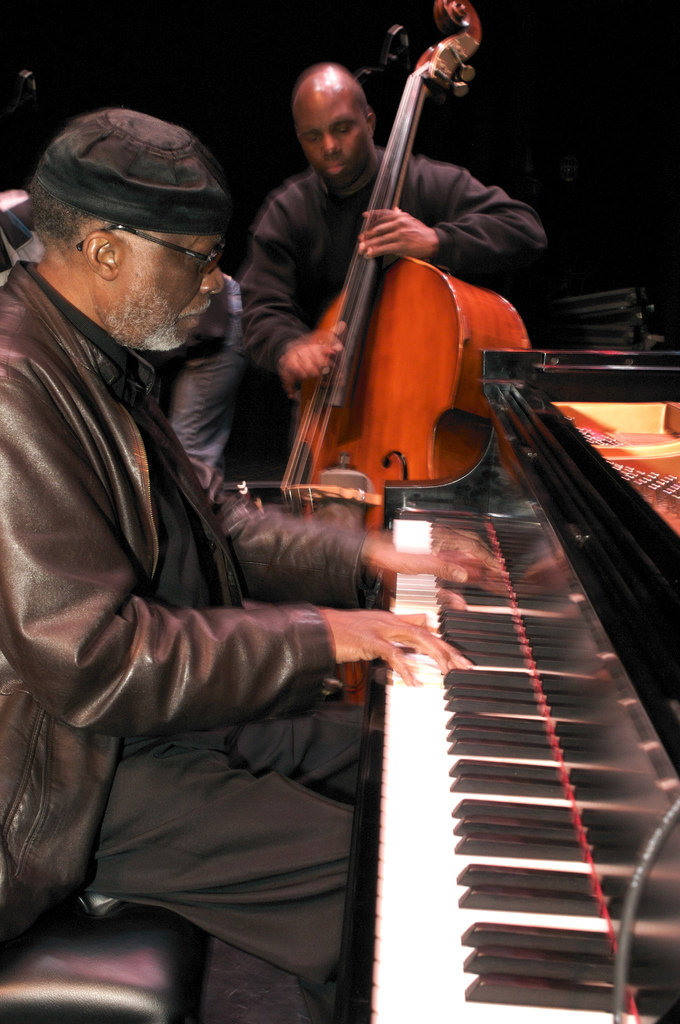
Ahmad Jamal mit dem Bassisten James Cammack 2007

Thomas Conrad schrieb in JazzTimes: „Manchmal fühlen Sie sich bestimmten kleineren Künstlern näher als gewaltigen Giganten. [...] Gene Harris war kein Keith Jarrett, aber wie Resonance-Produzent Zev Feldman sagt, „spielte er für die Leute“. Seine Musik war warm, zugänglich, lebensbejahend und bluesgetränkt. Sein Schwung war kugelsicher.“ „Man hört Klaviertrios wie dieses nicht mehr“, schrieb Conrad weiter. „Blue Genes“ rolle immer weiter wie ein Zug. Alle Hooks, Vamps und Tags erinnern an einen anderen bekannten Pianisten dieser Zeit, Ahmad Jamal. Harris war viel funkiger, aber wie Ahmad Jamal arrangierte er oft Lieder zu kleinen Konzerten. Jeder Abschnitt von „The Night Has Thousand Eyes“ sei genau kalibriert, bevor das Lied in reiner Freude ausbricht. „The Shadow of Your Smile“ ist ein gefühlvoller Gleitflug, das sich in schallende Crescendos erhebt. „Yours Is My Heart Alone“ sei knallharte (aber stilvolle) Romantik.